# Пичкура
Пичкура (в верховье Чёрная) — река в Александровском районе Владимирской области России, приток реки Молокча. Длина водотока — 43 км. Площадь водосборного бассейна — 237 км².
Чёрная начинается в урочище Домкино, течёт преимущественно на юг. В городе Струнино принимает приток Горелый Крест, после чего меняет имя на Пичкуру. Пичкура, сильно петляя, течёт преимущественно на юг, впадая в Молокчу слева в 18 км от устья. Высота устья — 149,4 м над уровнем моря.
Система водного объекта: Молокча → Шерна → Клязьма → Ока → Волга → Каспийское море.

## Данные водного реестра
По данным государственного водного реестра России речной бассейн реки — Ока. Река относится к Окскому бассейновому округу, речной подбассейн реки — бассейны притоков Оки от Мокши до впадения в Волгу, водохозяйственный участок реки — Клязьма от города Ногинск до города Орехово-Зуево.
Код объекта в государственном водном реестре — 09010300612110000031444.